# Gipso karsto ežerai ir jų apyežerės
Gipso karsto ežerai ir jų apyežerės este o arie protejată (arie specială de conservare — SAC, sit de importanță comunitară — SCI) din Lituania întinsă pe o suprafață de 1.239 ha, integral pe uscat.

## Localizare
Centrul sitului Gipso karsto ežerai ir jų apyežerės este situat la coordonatele 56°14′34″N 24°42′11″E / 56.2428°N 24.7031°E.

## Înființare
Situl Gipso karsto ežerai ir jų apyežerės a fost declarat sit de importanță comunitară în aprilie 2004 pentru a proteja un număr necunoscut de specii din flora spontană și fauna sălbatică aflate în arealul zonei. Situl a fost protejat și ca arie specială de conservare în august 2020.

## Biodiversitate
Situată în ecoregiunea boreală, aria protejată conține 2 habitate naturale: Lacuri de carst de gips, Păduri caducifoliate de mlaștină fino-scandinave.
La baza desemnării sitului se află un număr nedeclarat de specii protejate.
Pe lângă speciile protejate, pe teritoriul sitului au mai fost identificate 1 specie de plante, 4 specii de păsări.